# Gemeentelijke herindelingsverkiezingen in Nederland 1970
Gemeentelijke herindelingsverkiezingen in Nederland 1970 geeft informatie over tussentijdse verkiezingen voor een gemeenteraad in Nederland die gehouden werden in 1970.
De verkiezingen werden gehouden in 57 gemeenten die betrokken waren bij een grenswijzigings- of herindelingsoperatie.

## Verkiezingen op 25 februari 1970
- de gemeenten Axel, Biervliet, Breskens, Cadzand, Clinge, Graauw en Langendam, Groede, Hoek, Hontenisse, Hoofdplaat, Hulst, IJzendijke, Koewacht, Nieuwvliet, Oostburg, Overslag, Philippine, Retranchement, Sas van Gent, Schoondijke, Sint Jansteen, Terneuzen, Vogelwaarde, Waterlandkerkje, Westdorpe, Zaamslag, Zuiddorpe en Zuidzande: samenvoeging tot zes nieuwe gemeenten, Axel, Hontenisse, Hulst, Oostburg, Sas van Gent en Terneuzen;[2]
- de gemeente Sluis: bij deze gemeentelijke herindeling werden tevens zodanige grenswijzigingen doorgevoerd met Sluis dat tussentijdse verkiezingen noodzakelijk waren geworden.[2]

Door deze herindelingen daalde het aantal gemeenten in Nederland per 1 april 1970 van 913 naar 891.

## Verkiezingen op 3 juni 1970
- de gemeenten Amby, Borgharen, Heer, Itteren en Maastricht: opheffing van Amby, Borgharen, Heer en Itteren en toevoeging aan Maastricht;[3]
- de gemeenten Dordrecht en Dubbeldam: opheffing van Dubbeldam en toevoeging aan Dordrecht;[4]
- de gemeenten Beets, Kwadijk, Middelie, Oosthuizen en Warder: samenvoeging tot een nieuwe gemeente Zeevang;[5]
- de gemeenten Barsingerhorn en Wieringerwaard: samenvoeging tot een nieuwe gemeente Barsingerhorn;[6]
- de gemeenten Oterleek, Schermerhorn en Zuid- en Noord-Schermer: samenvoeging tot een nieuwe gemeente Schermer;[7]
- de gemeenten Nieuwe Niedorp, Oude Niedorp en Winkel: samenvoeging tot een nieuwe gemeente Niedorp;[8]
- de gemeenten Schellinkhout, Venhuizen en Wijdenes: samenvoeging tot een nieuwe gemeente Venhuizen;[9]
- de gemeenten Graft en De Rijp: samenvoeging tot een nieuwe gemeente Graft-De Rijp.[10]

Door deze herindelingen daalde het aantal gemeenten in Nederland per 1 juli 1970 van 891 naar 886, en per 1 augustus 1970 van 886 naar 874.

## Verkiezingen op 1 juli 1970
- de gemeenten Hoenkoop en Oudewater: opheffing van Hoenkoop en toevoeging aan Oudewater;[11]
- de gemeente Schoonhoven: bij deze gemeentelijke herindeling werden tevens zodanige grenswijzigingen doorgevoerd met Schoonhoven dat tussentijdse verkiezingen noodzakelijk waren geworden.[11]

Door deze herindeling daalde het aantal gemeenten in Nederland per 1 september 1970 van 874 naar 873.
In deze gemeenten zijn de reguliere gemeenteraadsverkiezingen van 3 juni 1970 niet gehouden.